# Asilus nigerrimus
Asilus nigerrimus là một loài ruồi trong họ Asilidae. Asilus nigerrimus được Schrank miêu tả năm 1781. Loài này phân bố ở vùng Cổ Bắc giới.